# Matisse Thybulle
Matisse Vincent Thybulle, né le 4 mars 1997 à Scottsdale dans l'Arizona, est un joueur américano-australien de basket-ball évoluant aux postes d'arrière et d’ailier.

## Biographie

### Carrière universitaire
Matisse Thybulle choisit de fréquenter l’université de Washington à Seattle en raison de sa relation avec l’entraîneur des Huskies de Washington, Lorenzo Romar (en). Il joue dans 34 matchs en tant que vrai étudiant de première année durant la saison 2015-2016, obtenant en moyenne 6,2 points, 3,2 rebonds et 1,6 passe décisive en 24,1 minutes par match. En tant que deuxième année en 2016-2017, ses moyennes sont de 10,5 points, 3,1 rebonds et 2,1 interceptions, mais les Huskies ne remportent que deux matchs en conférence et terminent avec 9 victoires et 22 défaites pour la quinzième saison de Romar à Washington, et ce dernier est congédié.
Matisse Thybulle envisage de quitter l'équipe après le départ de son entraîneur. Cependant, il décide de revenir pour la saison 2017-2018 après avoir rencontré le nouvel entraîneur Mike Hopkins. L’ancien entraîneur adjoint durant 22 ans avec les Orange de Syracuse, sous Jim Boeheim, lui promeut la défense de zone 2-3 reconnue chez les Orange et qu’il prévoit d’installer à Washington. Le 17 février, il marque 26 points lors d'une victoire de 82 à 59 contre les Buffaloes du Colorado. Possédant une envergure de 7 pieds (2,1 m), il joue un rôle déterminant dans la défense de zone des Huskies, ce qui est essentiel à la première saison avec au moins 20 victoires de l’équipe depuis 2011-2012. Il est nommé joueur défensif de l’année Pac-12, devenant ainsi le premier joueur de l’histoire des Huskies à recevoir cet honneur. Il établit un record personnel avec une moyenne de 11,2 points par match et établit un record en une saison pour les Huskies avec 101 interceptions et 49 contres. Il devient le deuxième joueur de l’histoire de la Pac-12 avec au moins 90 interceptions et 40 contres dans la même saison, rejoignant Jeff Trepagnier (USC, 1999-2000).

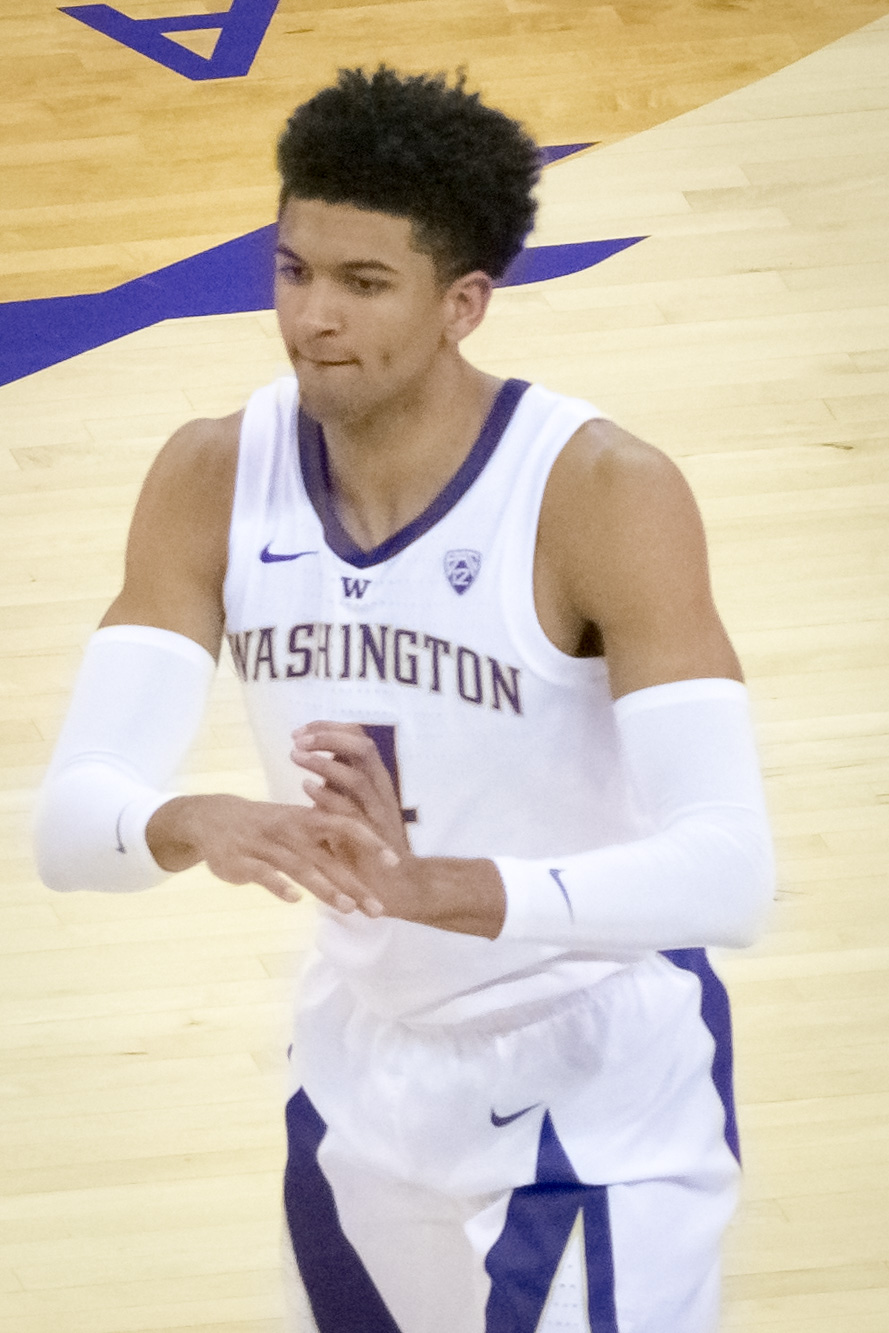
Thybulle en 2019

Lors de la saison 2018-2019, Matisse Thybulle marque 17 points, fait six interceptions et cinq contres lors d'une victoire à domicile de 64 à 55 contre le Colorado. Sur la semaine, Thybulle a des moyennes de 13,5 points, 6,0 interceptions, 4,5 contres et 5,0 rebonds et il est récompensé avec le titre de joueur de la semaine Pac-12 pour la première fois de sa carrière. Matisse Thybulle remporte le Naismith Defensive Player of the Year et le Lefty Driesell Award en tant que meilleur joueur défensif du pays. Il est également nommé membre de la première équipe All Pac-12 et devient le deuxième joueur de l’histoire de la conférence à conserver son titre de joueur défensif de l’année Pac-12. Il termine meilleur intercepteur de la Division I de la NCAA avec 126 interceptions et bat également le record de Pac-12 en une saison détenu précédemment par Jason Kidd,. Matisse Thybulle est également classé huitième au niveau national avec 83 contres, devenant le seul joueur au cours des deux dernières décennies à enregistrer au moins 100 interceptions et 80 contres. Avec des moyennes de 3,5 interceptions et 2,3 contres par match, il est l’un des trois joueurs au cours des 20 dernières années à effectuer au moins 2,0 interceptions et 2,0 contres en une saison. Il dépasse également Gary Payton pour devenir le leader de la conférence en interceptions de carrière avec 331, et est le premier dans l’histoire de Pac-12 avec deux saisons à plus de 100 interceptions. Il égale le record de 186 contres de carrière de Washington détenu par Christian Welp, et il est le seul joueur de l’histoire des Huskies classé dans le top 10 des interceptions et des contres en carrière.
En février 2019, il se déclare candidat pour la draft 2019 de la NBA.

### Carrière professionnelle
Matisse Thybulle est drafté en 20e position lors de la draft 2019 de la NBA par les Celtics de Boston. Il est tout de suite échangé contre Ty Jerome (24e choix) et Carsen Edwards (33e choix) avec les 76ers de Philadelphie.

#### 76ers de Philadelphie (2019-fév. 2023)
Matisse Thybulle signe un contrat rookie avec les 76ers début juillet 2019, puis il dispute la NBA Summer League 2019 avec les 76ers. Il fait ses débuts en NBA le 23 octobre 2019 face aux Celtics de Boston en sortie de banc et il inscrit trois points, prend un rebond et fait une passe décisive, deux interceptions et deux contres. Le 8 décembre 2019, lors d'une victoire face aux Raptors de Toronto, il inscrit 20 points (dont cinq tirs à trois points) et réalise trois interceptions, et rejoint ainsi Allen Iverson comme seul rookie depuis 1983 à réussir dans un seul match 5 tirs à trois points et trois interceptions. Le 11 juillet 2020, il réalise une série de vidéos sur YouTube depuis le  ESPN Wide World of Sports Complex de Disney World à Orlando où se déroulent les playoffs 2020 dans la "Bulle d'Orlando" en raison de la pandémie de Covid-19,. Pour sa première saison dans la ligue, il dispute 65 matches, dont 14 en tant que titulaire, pour des moyennes par match de 4,7 points, 1,1 interception et 0,9 contre en 19,8 minutes de jeu.
Lors de sa deuxième saison NBA, il dispute 65 matches, dont 8 en tant que titulaire, pour des moyennes par match de 3,9 points, 1,6 interception et 1,1 contre en 20 minutes de jeu. À l'issue de la saison régulière, il est nommé dans la NBA All-Defensive Team Second Team malgré une moyenne de 20 minutes de jeu par match. Il est le leader de la NBA avec 3,8 interceptions par 100 possessions ainsi que 5,6 déviations par 36 minutes. Lors du match 2 du premier tour des playoffs NBA 2021 face aux Wizards de Washington, il compile 5 contres et 4 interceptions en sortie de banc et il est seulement le 8e joueur de l'histoire à réaliser cette performance en playoffs depuis 1983, il rejoint au palmarès Kareem Abdul-Jabbar, Ben Wallace, Draymond Green, Scottie Pippen, Kevin Garnett, Chris Webber et Kawhi Leonard. Il va jusqu'en demi-finale de la conférence Est avec une défaite au match 7 contre les Hawks d'Atlanta.
Le 29 octobre 2021, les 76ers lèvent l’option d’équipe de Thybulle, prolongeant son contrat jusqu’à la saison 2022-2023.
Lors de la saison NBA 2021-2022, il est titulaire dans 50 des 66 matches auxquels il participe. Durant cette saison, il est très actif défensivement contre plusieurs grands marqueurs de la ligue. Pour la deuxième année consécutive, il est nommé dans la NBA All-Defensive Team Second Team. Lors du premier tour des playoffs NBA 2022, il ne peut pas jouer les matches face aux Raptors de Toronto se déroulant à Toronto car il n'a reçu qu'une seule dose de vaccin contre la Covid-19 et ne peut donc pas entrer sur le territoire du Canada. Lors des demi-finales de conférence Est, il n'a qu'un faible apport offensif au point que les joueurs du Heat de Miami défendent très peu sur lui. Le parcours des 76ers s'arrête en demi-finale de conférence.
Lors du début de la saison 2022-2023, il est écarté de la rotation des 76ers par son entraîneur, Doc Rivers.

#### Trail Blazers de Portland (depuis fév. 2023)
En février 2023, dans le cadre d'un échange à trois équipes avec les Hornets de Charlotte et les 76ers de Philadelphie, il est envoyé aux Trail Blazers de Portland. Il fait ses débuts avec les Trail Blazers le 13 février 2023, enregistrant 14 points, six rebonds, deux passes décisives et trois contres lors d'une victoire 127 à 115 contre les Lakers de Los Angeles.
À l'issue de la saison 2022-2023, il possède un statut d'agent libre protégé. Le 6 juillet 2023, il accepte une offre de 33 millions de dollars sur trois ans de la part des Mavericks de Dallas. Les Trail Blazers ont 24 heures pour s'aligner afin de conserver Matisse Thybulle. Le 7 juillet 2023, les Trail Blazers s'alignent sur l'offre des Mavericks et conservent Matisse Thybulle.

### En équipe nationale
Matisse Thybulle a la double nationalité australienne et américaine et peut donc représenter l’une ou l’autre équipe nationale. Lorsqu’on lui demande s’il représenterait l'équipe d'Australie aux Jeux olympiques de Tokyo en 2020, il répond qu’il était fier de ses racines australiennes, mais qu’il ne présume pas qu’il obtiendra une sélection automatique.
Le 3 février 2021, il est sélectionné avec l'équipe d'Australie pour participer aux Jeux olympiques de Tokyo 2020. Avec ses coéquipiers, dont Patty Mills, il permet à l'Australie de remporter sa première médaille olympique en battant l'équipe de Slovénie de Luka Dončić lors du match pour la médaille de bronze.
En mai 2023, il est présélectionné pour participer à la Coupe du monde 2023.

## Clubs successifs
- 2015-2019 :  Huskies de Washington (NCAA)
- 2019-février 2023 :  76ers de Philadelphie (NBA)
- Depuis février 2023 :  Trail Blazers de Portland (NBA)

## Statistiques

### Universitaires
| Saison    | Équipe     | Matchs | Titul. | Min./m | % Tir | % 3pts | % LF | Rbds/m. | Pass/m. | Int/m. | Ctr/m. | Pts/m. |
| --------- | ---------- | ------ | ------ | ------ | ----- | ------ | ---- | ------- | ------- | ------ | ------ | ------ |
| 2015-2016 | Washington | 34     | 34     | 24,1   | 39,7  | 36,6   | 71,4 | 3,21    | 1,62    | 1,15   | 0,94   | 6,21   |
| 2016-2017 | Washington | 31     | 31     | 29,9   | 44,8  | 40,5   | 84,1 | 3,10    | 1,77    | 2,10   | 0,71   | 10,45  |
| 2017-2018 | Washington | 34     | 34     | 32,3   | 44,5  | 36,5   | 71,4 | 2,91    | 2,62    | 2,97   | 1,44   | 11,18  |
| 2018-2019 | Washington | 36     | 36     | 31,1   | 41,5  | 30,5   | 85,1 | 3,08    | 2,14    | 3,50   | 2,28   | 9,08   |
| Carrière  | Carrière   | 135    | 135    | 29,3   | 42,9  | 35,8   | 78,2 | 3,07    | 2,04    | 2,45   | 1,37   | 9,20   |

### Professionnelles

#### Saison régulière
| Saison    | Équipe       | Matchs | Titul. | Min./m | % Tir | % 3pts | % LF | Rbds/m. | Pass/m. | Int/m. | Ctr/m. | Pts/m. |
| --------- | ------------ | ------ | ------ | ------ | ----- | ------ | ---- | ------- | ------- | ------ | ------ | ------ |
| 2019-2020 | Philadelphie | 65     | 14     | 19,8   | 42,3  | 35,7   | 61,0 | 1,65    | 1,22    | 1,45   | 0,72   | 4,69   |
| 2020-2021 | Philadelphie | 65     | 8      | 20,0   | 42,0  | 30,1   | 44,4 | 1,91    | 0,97    | 1,62   | 1,09   | 3,92   |
| 2021-2022 | Philadelphie | 66     | 50     | 25,5   | 50,0  | 31,3   | 79,1 | 2,29    | 1,14    | 1,74   | 1,08   | 5,74   |
| 2022-2023 | Philadelphie | 49     | 6      | 12,1   | 43,1  | 33,3   | 75,0 | 1,29    | 0,47    | 0,92   | 0,29   | 2,65   |
| 2022-2023 | Portland     | 22     | 22     | 27,7   | 43,8  | 38,8   | 62,5 | 3,50    | 1,36    | 1,73   | 0,82   | 7,41   |
| 2023-2024 | Portland     | 65     | 19     | 22,9   | 39,7  | 34,6   | 75,9 | 2,09    | 1,38    | 1,74   | 0,75   | 5,45   |
| Carrière  | Carrière     | 332    | 119    | 21,0   | 43,5  | 33,8   | 67,9 | 1,98    | 1,08    | 1,54   | 0,81   | 4,78   |

#### Playoffs
| Saison   | Équipe       | Matchs | Titul. | Min./m | % Tir | % 3pts | % LF | Rbds/m. | Pass/m. | Int/m. | Ctr/m. | Pts/m. |
| -------- | ------------ | ------ | ------ | ------ | ----- | ------ | ---- | ------- | ------- | ------ | ------ | ------ |
| 2020     | Philadelphie | 4      | 1      | 18,8   | 42,9  | 25,0   | —    | 1,75    | 0,50    | 0,75   | 0,25   | 1,75   |
| 2021     | Philadelphie | 12     | 1      | 18,3   | 48,1  | 32,4   | 40,0 | 1,42    | 0,25    | 1,33   | 0,92   | 5,25   |
| 2022     | Philadelphie | 9      | 0      | 15,2   | 45,8  | 28,6   | 33,3 | 1,00    | 0,44    | 0,78   | 0,78   | 3,00   |
| Carrière | Carrière     | 25     | 2      | 17,3   | 47,0  | 30,8   | 37,5 | 1,32    | 0,36    | 1,04   | 0,76   | 3,88   |

## Palmarès

### Sélection nationale
- Médaille de bronze aux Jeux olympiques 2020.

### Distinctions personnelles
- NBA All-Defensive Team Second Team en 2021 et 2022.

## Records sur une rencontre NBA
Les records personnels de Matisse Thybulle en NBA sont les suivants, :
| Type de statistique        | Saison régulière | Saison régulière            | Saison régulière | Playoffs | Playoffs              | Playoffs     |
| Type de statistique        | Record           | Adversaire                  | Date             | Record   | Adversaire            | Date         |
| -------------------------- | ---------------- | --------------------------- | ---------------- | -------- | --------------------- | ------------ |
| Points                     | 20               | Raptors de Toronto          | 8 décembre 2019  | 10       | Hawks d'Atlanta       | 6 juin 2021  |
| Paniers marqués            | 6                | 4 fois                      | 4 fois           | 4        | Hawks d'Atlanta       | 6 juin 2021  |
| Paniers tentés             | 12               | @ Raptors de Toronto        | 22 janvier 2020  | 7        | @ Hawks d'Atlanta     | 14 juin 2021 |
| Paniers à 3 points réussis | 5                | 2 fois                      | 2 fois           | 2        | 3 fois                | 3 fois       |
| Paniers à 3 points tentés  | 9                | @ Raptors de Toronto        | 22 janvier 2020  | 5        | 2 fois                | 2 fois       |
| Lancers francs réussis     | 4                | 2 fois                      | 2 fois           | 1        | 3 fois                | 3 fois       |
| Lancers francs tentés      | 5                | @ Kings de Sacramento       | 8 novembre 2023  | 2        | 3 fois                | 3 fois       |
| Rebonds offensifs          | 4                | 3 fois                      | 3 fois           | 2        | 2 fois                | 2 fois       |
| Rebonds défensifs          | 7                | Knicks de New York          | 14 mars 2023     | 3        | 3 fois                | 3 fois       |
| Rebonds totaux             | 9                | @ Trail Blazers de Portland | 9 août 2020      | 5        | 2 fois                | 2 fois       |
| Passes décisives           | 7                | Pistons de Détroit          | 8 février 2024   | 1        | 9 fois                | 9 fois       |
| Interceptions              | 6                | 3 fois                      | 3 fois           | 4        | Wizards de Washington | 26 mai 2021  |
| Contres                    | 4                | 3 fois                      | 3 fois           | 5        | Wizards de Washington | 26 mai 2021  |
| Balles perdues             | 4                | 3 fois                      | 3 fois           | 1        | 6 fois                | 6 fois       |
| Minutes jouées             | 39               | @ Nets de Brooklyn          | 30 décembre 2021 | 33       | @ Celtics de Boston   | 17 août 2020 |

- Double-double : 0
- Triple-double : 0

Dernière mise à jour le 10 mai 2024